# Y no regresas
«Y no regresas» es una canción escrita e interpretada por el cantautor colombiano Juanes que fue lanzado como el segundo sencillo de su próximo álbum de estudio P.A.R.C.E. Esta canción fue lanzada a la radio en todo el mundo el 11 de octubre y digitalmente el 11 de octubre por Universal Records.

## Antecedentes
La canción es escrita y producida por el mismo Juanes. A sólo 2 horas de lanzamiento radial, esta canción debutó e inmediatamente en la posición #1 en todas las emisoras de Colombia y debutó durante varias semanas en esta misma posición.
"Y no regresas"  hace parte del nuevo material discográfico que salió al mercado el 7 de diciembre del 2010, el cual fue producido por Juanes y Stephen Lipson quien ha trabajado con artistas de la talla de Paul McCartney, Rolling Stone y U2.
Este nuevo tema llega después de alcanzar con "Yerbatero" la máxima posición en el listado de Billboard Hot Latin Songs y de permanecer por más de 15 semanas en el listado general de la radio en el país.
Como parte de la campaña de lanzamiento, Juanes invitó a fanes vía Twitter a someter sus fotos para la oportunidad de ser parte del arte oficial de su nuevo álbum. Más de 52 mil personas de 93 países enviaron su foto para participar en el diseño artístico de la portada de las cuales solamente 3000 fotos fueron incluidas en todo el arte de su disco.

## Video musical
El video de la canción fue filmado en la ciudad de Los Ángeles, California y es dirigido por el director Lex Halaby.

### Sinopsis
El video de "Y no regresas" transcurre de día, en una calle con mucha gente de Los Ángeles. Juanes, vestido con una camisa negra abierta que deja entrever una camiseta roja, camina solo por la acera mientras canta "es tan difícil tenerte, entre la vida y la muerte".

## Descarga digital
Canción disponible en iTunes digital
| N.º | Título          | Escritor(es) | Productor(es) | Duración |  |
| 2.  | «Y No Regresas» | Juanes.      | Juanes        | 3:05     |  |

## Posición
La canción debutó en la posición número 36 en el Billboard Latin Pop Songs. En la semana del 13 de noviembre de 2010, la canción debutó en la posición número 27 en el Latin Songs. Actualmente la canción debutó en el número 3 en las Emisoras Radiales de España y la canción lleva más de tres semanas en la posición # 1 en la lista de la música latina en Colombia y ha permanecido más de 9 semanas en la lista, ya forma parte de una de las canciones más escuchadas en la historia de este país. En Argentina la canción alcanzó la posición #1 en todas las emisoras y canales del país. En la semana del 4 de diciembre de 2010, la canción debutó en la posición número 40 en el Latin Tropical Airplay. La canción fue # 1 en Colombia por más de 10 semanas consecutivas batiéndo récord de permanencia.

### Listas
| Lista(2010)                           | Posición |
| ------------------------------------- | -------- |
| Argentina Airplay Chart               | 1        |
| Chile Singles Chart                   | 24       |
| Colombia Singles Chart                | 1        |
| Ecuador Singles Chart                 | 1        |
| Spain Airplay Chart                   | 1        |
| Mexican Airplay Chart                 | 8        |
| US Hot Latin Songs (Billboard)        | 9        |
| US Latin Pop Songs (Billboard)        | 5        |
| US Latin Tropical Airplay (Billboard) | 20       |